# Буевский, Алексей Сергеевич
Алексей Сергеевич Буевский (20 июня 1920, Кострома, РСФСР — 9 апреля 2009, Москва, Россия) — ответственный сотрудник отдела внешних церковных сношений (связей) (ОВЦС) Московского патриархата; автор ряда публикаций церковно-исторического и социально-политического характера, доктор богословия.

## Биография
Учился в Московском институте стали (1943—1946); в 1945 году поступил в московский Богословский институт (Новодевичий монастырь), преобразованный на следующий год в Московскую духовную академию (Троице-Сергиева лавра), которую окончил в 1951 году со степенью кандидата богословия за сочинение «Православный Восток и Русская Православная Церковь в первой половине XX столетия».
В начале 1940-х годов был старшим алтарником и иподиаконом в храме Воскресения Словущего на Успенском вражке в Москве.
Трудился в ОВЦС с 1 июня 1946 года и до своей смерти: в должности архивариуса, затем члена отдела (1951), секретаря (1961), ответственного секретаря (1981) и консультанта (1997).
В составе делегации Московского патриархата принимал участие в Первом (1961) и Третьем (1964) Всеправославных совещаниях на острове Родос, а затем в работе комиссии Священного синода РПЦ, учреждённой в 1963 году в целях разработки тем каталога вопросов подготавливавшегося тогда Всеправославного предсобора, утверждённых на Первом Всеправославном совещании. Принимал участие в ассамблеях и конференциях Всемирного совета церквей, генеральных ассамблеях Конференции европейских церквей. С 1968 по 1991 год состоял сначала членом комиссии церквей по международным делам Всемирного совета церквей, с 1969 года — вице-председателем, затем вице-модератором.
Деятельное участие принимал также в организации Международного христианского движения в защиту мира; был членом шести мирных конгрессов, проходивших в Праге с 1961 по 1985 год, избирался членом международного секретариата Христианской мирной конференции, затем — членом рабочего комитета ХМК, а в 1985 году — вице-президентом движения. Участвовал в создании межрелигиозной Всемирной конференции «Религии и мир», являлся членом её международного совета.
Состоял секретарём учреждённой 23 декабря 1980 году комиссии Священного синода по подготовке и проведению празднования 1000-летия Крещения Руси, членом ответственной комиссии по реставрации и строительству Данилова монастыря в Москве.
Входил в состав комиссии Священного синода по вопросам христианского единства и межцерковных сношений (с 16 ноября 1979 года — комиссия Священного синода по вопросам христианского единства).
В течение ряда лет был членом редакционной коллегии «Журнала Московской Патриархии», журнала «Церковь и время» и сборника «Богословские труды».
Скончался в ночь на 9 апреля 2009 года. Похоронен в Москве, на Ваганьковском кладбище.

## Публикации
- Наследие апостола Фомы // Журнал Московской Патриархии. 1948. — № 2. — С. 51-62.
- К годовщине Совещания Предстоятелей и Представителей Православных Церквей в Москве (1948—1949 гг.) // Журнал Московской Патриархии. 1949. — № 8. — С. 14-24; № 9. — С. 38-42.
- Албанская Православная Церковь // Журнал Московской Патриархии. 1950. — № 2. — С. 63-64.
- Русская Православная Церковь за границей // Журнал Московской Патриархии. 1950. — № 10. — С. 28-34.
- Силы мира // Журнал Московской Патриархии. 1951. — № 8. — С. 29-31.
- Патриарх Константинопольский Григорий VII и Русская Православная Церковь (1923—1924 гг.) // Журнал Московской Патриархии. 1953. — № 4. — С. 33-38.
- Патриарх Константинопольский Мелетий IV и Русская Православная Церковь // Журнал Московской Патриархии. 1953. — № 3. — С. 28-36.
- К проблеме экуменизма // Журнал Московской Патриархии. 1954. — № 1. — С. 74-76.
- Ложная позиция в важном деле // Журнал Московской Патриархии. 1954. — № 1. — С. 69-70. (под псевдонимом А. Алешин)
- День интронизации Патриарха Антиохийского Блаженнейшего Александра III // Журнал Московской Патриархии. 1954. — № 3. — С. 63. (под псевдонимом А. Алешин)
- Ради церковного мира // Журнал Московской Патриархии. 1954. — № 12. — С. 65-68. (под псевдонимом А. Алешин)
- Ответ на статью «Обозревателя» из «Аамун Койтто» // Журнал Московской Патриархии. 1955. — № 1. — С. 55-58.
- Под знаком укрепления дружеских связей (к пребыванию в СССР делегации церковных деятелей Англии 17/XI-1/XII 1954 года) // Журнал Московской Патриархии. 1955. — № 2. — С. 54-60.
- О заседании Рабочего Комитета Пражской Мирной Христианской Конференции в Будапеште // Журнал Московской Патриархии. 1962. — № 4. — С. 34-36.
- Встреча с христианами Голландии // Журнал Московской Патриархии. 1963. — № 2. — С. 57-61.
- О постоянных комиссиях Христианской мирной конференции // Журнал Московской Патриархии. 1963. — № 3. — С. 29-30.
- IV Всемирная конференция «Вера и церковное устройство» // Журнал Московской Патриархии. 1963. — № 9. — С. 55-59.
- Объединенное коммюнике о визите Русской Православной Церкви к Церкви Братьев в Соединенных Штатах Америки // Журнал Московской Патриархии. 1963. — № 10. — С. 35-36. (в соавторстве)
- Памяти Рихарда Ульмана // Журнал Московской Патриархии. 1964. — № 1. — С. 32-33.
- Софийский дневник // Журнал Московской Патриархии. 1965. — № 9. — С. 39-48.
- «Церкви должны высказывать свое мнение по международным проблемам», — заявила Консультация ВСЦ в Гааге // Журнал Московской Патриархии. 1967. — № 6. — С. 50-53.
- Значение Великой Октябрьской социалистической революции в борьбе за мир, человечность и социальный прогресс (реферат, прочитанный на международном коллоквиуме в Магдебурге) // Журнал Московской Патриархии. 1968. — № 3. — С. 32-37.
- Примирение через Христа и мир на земле // Богословские труды. М., 1971. — № 6 (БТ). 169—174, 205.
- Несколько размышлений по поводу настоящей публикации [книги В. Зелинского «Приходящие в Церковь»] // Журнал Московской Патриархии. 1992. — № 5. — С. 19.
- Церковная реформа Петра Первого (историко-канонический аспект) // Журнал Московской Патриархии. 1985. — № 11. — С. 91-105.
- [Н. А. Полторацкий (некролог)] // Журнал Московской Патриархии. 1992. — № 5. — С. 15-16 (2 паг.). (в соавторстве)
- Несколько слов о статье отца Андрея Лоргуса // Журнал Московской Патриархии. 1992. — № 11/12. — С. 62.
- «И дал нам слово примирения» (2 Кор. 5, 19) // Журнал Московской Патриархии. 1997. — № 4. — С. 55-58.
- Памяти протоиерея Михаила Турчина // Журнал Московской Патриархии. 1998. — № 5. — С. 50-53.
- Русская православная церковь и экуменическое движение // Православие и экуменизм: Документы и материалы, 1902—1998. — М., 1999. — С. 33-48. (в соавторстве с прот. В. Боровым)
- Светлой памяти Евгения Алексеевича Карманова // Журнал Московской Патриархии. 2000. — № 5. — С. 50-60.
- Александр (Головин) // Православная энциклопедия. — М., 2000. — Т. I : А — Алексий Студит. — С. 493. — 40 000 экз. — ISBN 5-89572-006-4.
- Александра Невского Собор в Париже // Православная энциклопедия. — М., 2000. — Т. I : А — Алексий Студит. — С. 548-550. — 40 000 экз. — ISBN 5-89572-006-4.
- Александрийская православная церковь // Православная энциклопедия. — М., 2000. — Т. I : А — Алексий Студит. — С. 559-594. — 40 000 экз. — ISBN 5-89572-006-4. (раздел: «Взаимоотношения Александрийской и Русской Православных Церквей в новейший период»)
- Алексий (Дехтерёв) // Православная энциклопедия. — М., 2000. — Т. I : А — Алексий Студит. — С. 665. — 40 000 экз. — ISBN 5-89572-006-4.
- Алексий (Пантелеев) // Православная энциклопедия. — М., 2000. — Т. I : А — Алексий Студит. — С. 671. — 40 000 экз. — ISBN 5-89572-006-4.
- Алексий I // Православная энциклопедия. — М., 2000. — Т. I : А — Алексий Студит. — С. 676—698. — 40 000 экз. — ISBN 5-89572-006-4. (соавтор: М. И. Одинцов)
- Алеутская и Североамериканская епархия // Православная энциклопедия. — М., 2001. — Т. II : Алексий, человек Божий — Анфим Анхиальский. — С. 14-16. — 40 000 экз. — ISBN 5-89572-007-2. (соавтор: прот. Дмитрий Григорьев)
- Американская архиепископия // Православная энциклопедия. — М., 2001. — Т. II : Алексий, человек Божий — Анфим Анхиальский. — С. 161. — 40 000 экз. — ISBN 5-89572-007-2.
- Антоний (Бартошевич) // Православная энциклопедия. — М., 2001. — Т. II : Алексий, человек Божий — Анфим Анхиальский. — С. 616-617. — 40 000 экз. — ISBN 5-89572-007-2.
- Антоний (Завгородний) // Православная энциклопедия. — М., 2001. — Т. II : Алексий, человек Божий — Анфим Анхиальский. — С. 626-627. — 40 000 экз. — ISBN 5-89572-007-2. (соавтор: С. А. Маркевич)
- Антоний (Марценко) // Православная энциклопедия. — М., 2001. — Т. II : Алексий, человек Божий — Анфим Анхиальский. — С. 631. — 40 000 экз. — ISBN 5-89572-007-2.
- Антоний (Мельников) // Православная энциклопедия. — М., 2001. — Т. II : Алексий, человек Божий — Анфим Анхиальский. — С. 634-635. — 40 000 экз. — ISBN 5-89572-007-2. (соавтор: прот. Владислав Цыпин)
- Антоний (Пельвецкий) // Православная энциклопедия. — М., 2001. — Т. II : Алексий, человек Божий — Анфим Анхиальский. — С. 636-637. — 40 000 экз. — ISBN 5-89572-007-2.
- Антонин (Покровский) // Православная энциклопедия. — М., 2001. — Т. II : Алексий, человек Божий — Анфим Анхиальский. — С. 687. — 40 000 экз. — ISBN 5-89572-007-2.
- Аполлинарий (Кошевой) // Православная энциклопедия. — М., 2001. — Т. III : Анфимий — Афанасий. — С. 62-63. — 40 000 экз. — ISBN 5-89572-008-0.
- Аргентинское викариатство // Православная энциклопедия. — М., 2001. — Т. III : Анфимий — Афанасий. — С. 187. — 40 000 экз. — ISBN 5-89572-008-0.
- Бельский Михаил Андреевич // Православная энциклопедия. — М., 2002. — Т. IV : Афанасий — Бессмертие. — С. 584-585. — 39 000 экз. — ISBN 5-89572-009-9.
- Берки Фериз // Православная энциклопедия. — М., 2002. — Т. IV : Афанасий — Бессмертие. — С. 658-659. — 39 000 экз. — ISBN 5-89572-009-9.
- Боровой Виталий Михайлович // Православная энциклопедия. — М., 2003. — Т. VI : Бондаренко — Варфоломей Эдесский[англ.]. — С. 81-82. — 39 000 экз. — ISBN 5-89572-010-2.
- Бруклинское викариатство // Православная энциклопедия. — М., 2003. — Т. VI : Бондаренко — Варфоломей Эдесский[англ.]. — С. 263-264. — 39 000 экз. — ISBN 5-89572-010-2.
- Венгерское благочиние // Православная энциклопедия. — М., 2004. — Т. VII : Варшавская епархия — Веротерпимость. — С. 551—552. — 39 000 экз. — ISBN 5-89572-010-2. (соавтор: свящ. Владимир Александров)
- Биографический очерк [протопресвитер Виталий Боровой] // Церковь и время. 2016. LXXVII — № 4 (77). — С. 59-68 (в соавторстве с прот. Николаем Балашовым)

## Награды
награды Русской Православной Церкви:
- Орден святого равноапостольного князя Владимира (I, II и III степени[2])
- Орден преподобного Сергия Радонежского (II степени[6])
- Орден святого благоверного князя Даниила Московского (I и III степени)
- Орден святителя Иннокентия, митрополита Московского и Коломенского (III степени)
- Орден святителя Макария, митрополита Московского (II степени)

другие награды
- Орден Почёта (2000) — за большой вклад в укрепление гражданского мира и возрождение духовно-нравственных традиций[7]
- Орден Дружбы народов (Указ Президента СССР Михаила Горбачёва № 455 от 1 августа 1990 года[8])
- Медаль «За усердие и помощь» («Российский Императорский Дом»)

почётные степени
- доктор богословия honoris causa Богословской академии Евангелическо-Лютеранской Церкви в Венгрии (1975),
- доктор богословия honoris causa Православного богословского факультета в Прешове (1984)
- доктор богословия honoris causa Чехословацкого богословского факультета имени Яна Гуса в Праге (1989).